# Damas Gratis
Damas Gratis es un grupo de cumbia villera argentina fundado en San Fernando, Gran Buenos Aires, el 23 de septiembre del año 2000 por el tecladista, compositor y cantante Pablo Lescano. Sus influencias musicales provienen principalmente del grupo peruano Los Mirlos en el uso de guitarra eléctrica y la cumbia sonidera de México en sus efectos electrónicos.

## Historia

### Comienzos
En 1999, Juan Sebastian Gomez Ariza crea el grupo musical Flor de Piedra. Al año siguiente, sufre un accidente en motocicleta que lo deja sin poder caminar por varios meses. Al estar en cama, comienza a crear lo que después sería llamado Damas Gratis. El nombre es en referencia a los carteles de boletería: "Caballeros $10 / Damas Gratis", haciendo alusión a que igualmente iban a estar en los conciertos. Lescano se puso a buscar cantante para su grupo de cumbia, al pasar el tiempo se decidió por cantar él mismo. Hizo su primera canción llamada "Se te ve la tanga" en sus inicios y después en el mismo año compuso las demás conformando un total de 12 canciones para el demo que luego sería el primer disco, Para los pibes, remasterizado en el 2001.
Entre ellos «Los dueños del pabellón», canción que ha generado mucha controversia. La canción hace referencia a un grupo guerrillero oriundo de Uruguay, conocidos popularmente como «Los pillos al Parlamento». Dicho grupo estuvo vinculado a distintas acciones relacionadas con la guerrilla urbana, cometidos en las últimas dictaduras civil-militares de la región. El expresidente Julio María Sanguinetti habló de "Los pillos" y la canción de Damas Gratis como una ofensa a la democracia y a los ideales liberales. Su contraparte argentina Carlos Menem dijo en reiteradas oportunidades que la «oda a los pillos» (forma a la que hace referencia a la lírica de Pablo Lescano), es un ataque directo a los valores de su gobierno defensor del obrero y las minorías autóctonas del norte argentino. El músico Pablo Lescano ha hecho de público conocimiento un memorándum donde explica los motivos de la canción, negando su vinculación a la guerrilla pero sí dando el visto bueno a acciones contra la autoridad militar y respaldando la Revolución cubana.

### Llegada al éxito y controversias
La música y el ritmo del grupo Damas Gratis continuó avanzando hasta trascender los límites de la música tropical, así lo reflejan diversos artículos publicados en los principales diarios de la Argentina como: Clarín, La Nación, El País, Buenos Aires Herald y revistas de la envergadura de Noticias o Rolling Stone que también se ocuparon de este fenómeno que revolucionó la movida tropical. En determinado momento, Damas Gratis y la mayoría de los grupos de cumbia villera fueron cuestionados y en cierta manera prohibidos por la temática fuerte de sus letras.
Enterado de este problema, el entonces presidente de Argentina, Néstor Kirchner, tomó cartas en el asunto y preparó un almuerzo al que fue invitado Pablo Lescano, el conductor Daniel «La Tota» Santillán y otras personalidades de ese movimiento. Alguien del entorno del Presidente, sugirió que buscaran el respaldo de cantantes y grupos tradicionales del género, como una suerte de aval ante el público y los medios. El mismo Néstor Kirchner señaló el nombre de Rodolfo Garavagno, a quien conocía desde la época de su campaña a Presidente de la Nación, para que se encargue de esa tarea. Astutamente compenetrado en el asunto, Garavagno llegó a la conclusión de que el artista ideal para respaldar el retorno de Damas Gratis era Koli Arce, el cantante de música tropical más exitoso de los últimos 25 años en la Argentina. Así fue que Lescano y su grupo volvieron a la televisión, de la mano de Koli Arce y su Quinteto Imperial. Para darle mayor seriedad al apoyo de este popular intérprete oriundo de Santiago del Estero, Lescano cantó a dúo dos canciones: «Punto final» y «Mujer endemoniada», canciones emblemáticas de la llamada movida tropical, compuestas por el propio Rodolfo Garavagno.

### 2012 - presente
En mayo del 2010, el grupo Damas Gratis, junto al cantautor argentino-estadounidense Kevin Johansen, participan de la Fiesta del Bicentenario, en donde realizan una versión del «Himno a Sarmiento». Esto vino aparejado de varias críticas y polémicas, pero también tuvo el apoyo de algunos sectores.
En noviembre del año 2012, Damas Gratis fueron galardonados con el Premio Carlos Gardel al "Mejor álbum grupo tropical" por Esquivando el éxito. Cabe destacar, que la canción más lograda de este material es «Aquí la tienes», compuesta por Rodolfo Garavagno y Koli Arce, que fue interpretado a dúo por Pablo Lescano y el cantante internacional Vicentico. Con este disco y canciones de esta envergadura (letras de amor), Damas Gratis se convirtió, desde ese momento, en el conjunto de la música tropical argentina de mayor éxito. El 7 de diciembre realiza su quinto recital en el Estadio del Luna Park con entradas totalmente agotadas donde con músicos invitados festejaron junto a su público, sus años en actividad. En 2018 retornó su popularidad cuando se presentó en el festival Lollapalooza Argentina donde el género cumbia se presentaba en este festival por primera vez haciendo una de las mejores participaciones de la banda. En este festival se hizo muy popular gracias a la canción cover de «No te creas tan importante» con Viru Kumbierón que fue una de las canciones más escuchadas en el 2018 en la Argentina y llegando a escucharse en varios países de América Latina. Luego con la versión «Me vas a extrañar» con el mismo artista del tema anterior reconsolidó su popularidad con el público.
El vocalista participó en películas como El Bonaerense (2002) y Todoterreno: La película (2009), película de la banda de rock Kapanga.
En octubre del año 2019, Ricardo Cejas, histórico integrante del grupo musical fallece causando una gran conmoción en la movida tropical junto a la despedida de amigos y familiares, incluso Pablo Lescano no ignoró dicho suceso y lo recordó a través de las redes sociales.
En diciembre de 2021 Romina Lescano anunció su salida del grupo mediante las redes sociales, horas después aclaro que esto se debe a que durante su estadía en la banda, recibió mucho maltrato verbal y psicológico en reiteradas oportunidades por parte de su hermano, Pablo Lescano.

## Discografía
| Año  | Disco                                                                 | Discográfica   |
| ---- | --------------------------------------------------------------------- | -------------- |
| 2000 | Para los pibes                                                        | DBN            |
| 2001 | En vivo - Hasta las manos                                             | DBN            |
| 2002 | Operación Damas Gratis                                                | DBN            |
| 2002 | El bonarense                                                          | DBN            |
| 2004 | 100% negro cumbiero                                                   | DBN            |
| 2004 | En vivo                                                               | Magenta Discos |
| 2005 | Sin remedio                                                           | Magenta Discos |
| 2006 | Solo para entendidos                                                  | Magenta Discos |
| 2008 | La gota que rebasó el vaso                                            | Pelo Music     |
| 2009 | 10 años de oro - En vivo en el Luna Park                              | Pelo Music     |
| 2011 | Esquivando el éxito                                                   | EMI            |
| 2016 | Somos nosotros los buenos                                             | Pelo Music     |
| 2018 | 40 minutos ATR                                                        | Pelo Music     |
| 2019 | Inéditos (Reedición de 10 años de oro pero sin las canciones en vivo) | Pelo Music     |